# Kambonde kaMpingana

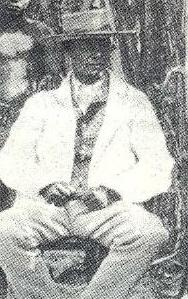
Kambonde kaMpingana (vor 1900)

Kambonde kaMpingana, auch Kambonde kaMpingana II., (* um 1865; † 22. Juni 1909 im späteren Ovamboland) war ein König der Ondonga im heutigen Namibia.
Kambonde wurde nach dem Tod seines Vorgängers Iitana yaNekwiyu 1884 König von West-Ondonga, während Nehale lyaMpingana das Amt für den Osten übernahm. Kambonde erhielt vor allem Unterstützung von den Missionaren der Finnischen Evangelisch-Lutherischen Missionsgesellschaft.
Er verkaufte am 21. April 1885 50.000 km² seines Königreichs an William Worthington Jordan, der auf dem Land die Republik Upingtonia gründete und Dorslandtrekker dort ansiedelte. Der Verkauf führte zu weiterem Ärger mit König Nehale. Kambonde positionierte sich klar gegen die deutschen Kolonialisten (Deutsch-Südwestafrika) und befürchtete früh eine Unterdrückung durch diese. Bestätigt wurde er im Überlaufen zahlreicherer Herero zu ihm, da sie sich durch ihren Anführer Samuel Maharero verraten sahen. Die finnischen Missionare riefen die Ovambos früh zur Neutralität gegenüber den Deutschen auf, an die diese sich auch mit Ausnahme des Angriffs von Nehale auf Namutoni (Schlachtfeld von Amutuni lyOmanenge) hielten. Im Januar 1905 überzeugte Martti Rautanen Kambonde, sich nicht Nehale gegen die Deutschen anzuschließen, der sich mit Hilfe der Herero gegen die Schutztruppe für Deutsch-Südwestafrika stemmen wollte. Im Mai/Juni 1903 unterzeichnete unter anderem Kambonde einen Friedens- und Schutzvertrag mit Victor Franke. Damit unterstellten sich die Königreiche faktisch den Deutschen, konnten aber wie zuvor weiter existieren.